# Tsar B
Justine Bourgeus (née le 18 janvier 1994 à Gand), mieux connue sous le nom de scène Tsar B, est une multi-instrumentiste, compositrice et musicienne belge.

## Biographie
Bourgeus est née le 18 janvier 1994 à Gand, où elle a également grandi. À l'âge de 3 ans, elle apprend à jouer du violon, rejoignant les rangs de School is Cool en 2012, où elle remplace la violoniste Nele Paelinck. Avec le groupe, elle enregistre l'album Nature Fear, sorti en 2014. Elle contribue également à l'album suivant, Good News, sorti en 2017, bien qu'elle ait décidé de se lancer en solo en 2015. En tant que Tsar B, elle fait ses débuts sur la reprise d'Oscar and the Wolf d'Amy Winehouse, Back to Black, qui est enregistrée pour la bande originale du film policier Black (2015).
La même année, elle sort son premier single solo Escalate. Un premier EP (éponyme) suit à l'été 2016, sorti en vinyle. En 2017, elle sort le single Golddigger. Début 2018, elle sort Rattlesnake, dont la vidéo est diffusée en avant-première sur Dazed and Confused. Son premier album The Games I Played sort en octobre 2018. Après un deuxième EP Unpaintable en 2020, elle sort un film-concert (inspiré de Live at Les Diners de Gala de Salvador Dalí) en 2021, et son deuxième album To the Stars, sort deux ans plus tard. Elle se produit notamment au Big Next Festival, au Great Escape, et à Pukkelpop.

## Style musical
Tsar B fait de la musique qui transcende les genres. Son premier single Escalate est décrit comme du « RnB aux couleurs sombres » avec des sonorités de Banks, Beyoncé et FKA Twigs,. Son deuxième album To the Stars contient « un mélange de pop, de club et de musique classique ».
Outre ses activités en tant que Tsar B, Bourgeus fait également de la techno. Elle le fait sous le pseudonyme de Star B.

## Discographie

### Albums et EP
- 2016 : Tsar B
- 2018 : The Games I Played
- 2020 : Unpaintable (EP)
- 2023 : To the Stars